# Terminal pétrolier de Būtingė
Le terminal pétrolier de Būtingė est un port spécialisé de la Baltique dans la ville de Palanga en Lituanie.  
Le port est créé par Fluor (entreprise) pour ORLEN Lituanie et fonctionne depuis 1999.